# Santiago Santamaria
Pour les articles homonymes, voir Santamaria (homonymie).
José Santiago Santamaría, dit El Cucurucho (« le pain de glace »), est un footballeur argentin né le 22 août 1952 à San Nicolás de los Arroyos (Argentine) et mort le 27 juillet 2013 d'une crise cardiaque à Córdoba.

## Biographie
Petit gabarit (1,69 m et 69 kg), il évolue au poste d'ailier gauche. 
Il joue 291 matches et marque 90 buts avec Newell's Old Boys, et 148 matches et 41 buts en championnat de France avec le Stade de Reims. 
Il ouvre le score en finale de la Coupe de France 1977 contre l'AS Saint-Étienne.
International argentin, il participe à la Coupe du monde 1982 avec l'équipe d'Argentine.

## Carrière de joueur
- 1970-1974 :  Club Atlético Newell's Old Boys de Rosario
- 1974-1979 :  Stade de Reims
- 1980-1985 :  Club Atlético Newell's Old Boys de Rosario[3]

## Palmarès
- Champion d'Argentine (Metropolitano) en 1974 avec les Newell's Old Boys
- Finaliste de la Coupe de France en 1977 avec le Stade de Reims
- International argentin : 10 sélections de 1980 à 1982, 2 buts lors de la Coupe du monde 1982 en Espagne